# Josep Calduch i Almela
José Jesús Calduch Almela (Vila-real, 9 de març de 1900 - 23 d'octubre de 1996) va ser un farmacèutic valencià i el fundador del Vila-real Club de Futbol.
Calduch va nàixer i es va criar al si d'una família benestant de comerciants i llauradors. Després dels seus estudis secundaris a Castelló de la Plana, als setze anys va anar a Barcelona per a estudiar Farmàcia, seguint la tradició familiar, a la qual ja estaven participant els seus tres germans Vicent, Àlvar i Manuel Calduch i Almela. Va ser allà on es va aficionar a la pràctica del futbol, sent a més un entusiasta seguidor del FC Barcelona.
En acabar els estudis i tornar el 1920 a Vila-real, on va regentar l'establiment farmacèutic heretat de son pare, Vicente Calduch Solsona, al carrer Major de la ciutat, i el 1923 va promoure les partides de l'esport que estava a la moda i la fundació del CD Villarreal, predecessor del Vila-real Club de Futbol i la construcció del camp esportiu El Madrigal, en uns terrenys que va adquirir a la família Beltrán: deu fanecades (8.312 m2) de garroferes a prop de l'antic Calvari de la població, comprades a tres euros la fanecada. El terreny de joc, d'unes dimensions de 92 per 47,5 metres, va ser inaugurat el 17 de juny de 1923. L'equip Club Deportivo Villarreal va jugar allí el seu primer partit el 21 d'octubre d'aquell any.
En la postguerra, Calduch va ser condemnat en Consell de Guerra Sumaríssim pel Tribunal de Responsabilidades Políticas per haver estat militant del Partit Republicà Radical i afiliat al sindicat socialista UGT, però la declaració de l'alcalde republicà Manuel Usó Jarque li va permetre la presó atenuada al seu domicili i la llibertat al març del 1940. Dos anys després l'Ajuntament va adquirir per 36.000 pessetes (216 euros) els terrenys del camp esportiu, aleshores enrunat, que havien passat a la seua propietat per tal de convertir-lo en camp municipal d'esports. Calduch va ser també promotor als anys 1940 del primer equip de bàsquet de Vila-real i de la pràctica del tennis a la localitat.
Com a farmacèutic va crear diversos i populars medicaments, com ara el "Liniment Calduch" (loció tonificant per a la pràctica esportiva), unes pastilles per a la tos o la "Denticina", un calmant de la dentició dels xiquets; altrament, mantenia la producció a la ciutat del ja popular ungüent Suavina, creat pel seu pare. Durant 46 anys va ocupar el càrrec oficial de Cap Local de Sanitat i, exercint com a tal, va efectuar una gran tasca hospitalària als anys de la postguerra, assistint els malalts ingressats amb tracoma.